# Cal Tavella (Avià)
Cal Tavella és una masia que hi ha al nord del terme d'Avià, al Baix Berguedà. Està inventariada com a element arquitectònic al mapa de patrimoni de la Generalitat de Catalunya amb el número IPAC 2996 (1983) i com a patrimoni immoble amb el número d'element 08011/107 al mapa de patrimoni de la Diputació de Barcelona i hi té associada la fitxa de la masia de Can Cardona. És un edifici residencial de titularitat privada que està en bon estat i que no té protecció legal.

## Situació geogràfica
Cal Tavella és una masia que està situada a l'entorn de Sobrestrada, al nord del municipi d'Avià. A banda d'aquesta darrera masia, és veïna del Molí del Salvans, la Caseta de Salvans i el Regatell i està situada a prop del nucli urbà.

## Descripció i característiques
Cal Tavella és una masia orientada a migjorn de planta baixa i pis amb coberta a dues aigües de teula àrab. El parament és a base de maó que després fou arrebossat i pintat i que actualment està força malmès. Les entrades són dos arcs molt rebaixats; hi ha una altra entrada al primer pis a la que s'accedeix per una escala adossada a la façana. La coberta és asimètrica i es perllonga a la zona esquerra en la que hi ha una pallissa.
És una petita masoveria en la que els darrers anys s'hi han fet rehabilitacions importants i està situada en un lloc. Els seus murs són fets de pedra i de reble i té les cantoneres ben escairades. Abans havia estat arrebossada. Té tres crugies. El cobert afegit a ponent té una volta de canó de pedra. Tal com feien en els edificis del segle xix, la seva porta principal i les seves finestres són envoltades de maó.

## Història
Cal Tavella fou construïda al segle xix i era una masoveria de Can Cardona. El 1879 apareix per primera vegada en l'Amillarament, en el que el seu propietari era José Vilardaga, de la mateixa família que els actuals propietaris.